# Шатовский сельский совет Харьковской области
Шатовский сельский совет — входит в состав 
Лозовского района Харьковской области
Украины.
Административный центр сельского совета находится в 
селе Шатовка.

## История
- 1991 — дата образования.

## Населённые пункты совета
- село Шатовка
- село Городнее
- село Николаевка
- село Александровка